# Anička jde do školy
Anička jde do školy je české filmové drama režiséra Milana Vošmika z roku 1962.

## Tvůrci
- Námět: Jan Ryska (kniha Anička z I.A)
- Scénář: Ota Hofman
- Hudba: Svatopluk Havelka
- Zvuk: Dobroslav Šrámek, Bohumír Brunclík
- Kamera: Jan Novák
- Střih: Miroslav Hájek, Anna Křemenová
- Režie: Milan Vošmik
- Pomocná režie: Milada Mikešová